# Musca tempestatum
Musca tempestatum este o specie de muște din genul Musca, familia Muscidae. A fost descrisă pentru prima dată de Mario Bezzi în anul 1908. Conform Catalogue of Life specia Musca tempestatum nu are subspecii cunoscute.